# 예스원
예스원(중국어 간체자: 叶诗文, 정체자: Yè Shīwén, 병음: Qín Hǎiyáng, 한자음: 엽시문, 1996년 3월 1일~)은 중화인민공화국의 수영 선수이다. 2012년 하계 올림픽 여자 개인혼영 400m에서 세계 기록을, 200m에서는 올림픽 기록을 세우며 금메달을 획득하였다.

## 어린 시절
저장성 항저우에서 젊은 시절에 달리기 선수였던 부친 예칭쑹과 학교 시절에 멀리뛰기 우승 선수이자, 세탁기 회사에서 일하는 모친 닝이칭 사이에 태어났다. 자신의 유치원 교사가 그녀의 큰 손과 발을 알아본 후, 예스원은 6세 때에 수영을 시작하여 천징룬 스포츠 학교에 가입한다. 2006년 저장 성 경기에서 50m 자유형을 우승하고 나서 2007년 지방 수영 팀, 2008년 국가 대표 팀에 속하였으며, 그해의 10월부터 2달 동안 국립 주니어 훈련 캠프에 참석하였다.

## 아시안 게임과 세계 선수권
2010년 아시안 게임 개인혼영 400m에서 예스원은 14세의 나이로 4분 33.79초의 기록을 세웠다. 그녀는 개인혼영 200m을 그해 세계에서 가장 빠른 2분 09.37초의 기록으로 우승하였고, 개인혼영 400m에서의 기록은 그해 세계에서 두번째로 가장 빠른 시간이 되었다. 2011년 상하이에서 열린 세계 수상 선수권 대회에서 앨리샤 카우츠와 애리애나 쿠코스를 꺾고 개인혼영 200m을 우승하였다.

## 2012년 하계 올림픽
2012년 런던 올림픽이 열리면서 개인혼영 400m의 3번째 예선에서 예스원은 4분 31.73초로 헤엄쳐 자신의 이전 아시안 게임에서의 최고 시간을 2초로 향상시켰다. 결승전에서 4분 28.43초의 기록과 함께 금메달을 획득하여 세계 기록을 깼다. 예스원의 마지막 50m에 시간은 라이언 록티와 비교되었다.
개인혼영 200m 결승전에서 예스원은 경주의 최종 구간에서 3위에 있었다. 그러나 자유형 구간에서 다시 경쟁자들을 따라 잡으면서 올림픽 신기록 2분 07.57초와 함께 두번째의 금메달을 획득하였다.

## 2013년 세계 선수권
2013년 바르셀로나에서 열린 세계 수상 선수권에서 그녀는 개인혼영 200m에서 4위(2분 10.48초), 개인혼영 400m에서 7위(4분 38.51초)에 그쳐 메달 획득에는 실패하였다.

## 개인 최고 기록

### 롱 코스 (50 m)
| 종목             | 기록        | 대회          | 날짜                | 참고   |
| ---------------- | ----------- | ------------- | ------------------- | ------ |
| 개인혼영 200m    | 2분 07초 57 | 2012년 올림픽 | 2012년 7월 31일     | AR, OR |
| 개인혼영 400m IM | 4분 28초 43 | 2012년 올림픽 | 28, 2012년 7월 28일 | WR     |

## 같이 보기
- 2012년 하계 올림픽 중국 선수단